# Гікорі (Міссісіпі)
Гікорі (англ. Hickory) — місто (англ. town) в США, в окрузі Ньютон штату Міссісіпі. Населення — 408 осіб (2020).

## Географія
Гікорі розташоване за координатами 32°19′0″ пн. ш. 89°1′18″ зх. д. / 32.31667° пн. ш. 89.02167° зх. д. (32.316704, -89.021735).  За даними Бюро перепису населення США в 2010 році місто мало площу 2,42 км², уся площа — суходіл.

## Демографія
Згідно з переписом 2010 року, у місті мешкало 530 осіб у 195 домогосподарствах у складі 138 родин. Густота населення становила 219 осіб/км².  Було 221 помешкання (91/км²).
Расовий склад населення:
| - 50,0 % — білих - 48,7 % — чорних або афроамериканців - 0,2 % — корінних американців |

До двох чи більше рас належало 0,8 %. Частка іспаномовних становила 3,0 % від усіх жителів.
За віковим діапазоном населення розподілялося таким чином: 32,3 % — особи молодші 18 років, 55,4 % — особи у віці 18—64 років, 12,3 % — особи у віці 65 років та старші. Медіана віку мешканця становила 33,4 року. На 100 осіб жіночої статі у місті припадало 103,1 чоловіків;  на 100 жінок у віці від 18 років та старших — 91,0 чоловіків також старших 18 років.
Середній дохід на одне домашнє господарство  становив 38 854 долари США (медіана — 36 786), а середній дохід на одну сім'ю — 40 598 доларів (медіана — 37 734). За межею бідності перебувало 28,7 % осіб, у тому числі 36,9 % дітей у віці до 18 років та 10,4 % осіб у віці 65 років та старших.
Цивільне працевлаштоване населення становило 193 особи. Основні галузі зайнятості: освіта, охорона здоров'я та соціальна допомога — 28,5 %, виробництво — 26,4 %, роздрібна торгівля — 21,8 %.